# قائمة زملاء الجمعية الملكية المنتخبين في 1693
هذه الصفحة تعرض قائمة زملاء الجمعية الملكية المُنتخبين لعام 1693.

## الزملاء
- تشارلز بودفيل روبرتس، إيرل رادنور الثاني [الإنجليزية]‏
- جون وودوارد (عالم طبيعة) [الإنجليزية]‏
- توماس ويلوبي، بارون ميدلتون الأول [الإنجليزية]‏